# Reinis Nitišs
Reinis Nitišs (né le 16 décembre 1995 à Jēkabpils) est un pilote letton de rallycross. Il est le vainqueur 2013 du championnat d'Europe de rallycross en catégorie Super1600, et le plus jeune vainqueur d'une manche du championnat du monde de rallycross FIA. Il devient en 2018 champion d'Europe de rallycross de la catégorie supercar. 

## Biographie

### World RX
Il débute en 2014 en World RX en catégorie Supercar au volant d'une Ford Fiesta de l'équipe Olsbergs MSE, à la suite de son titre l'année précédente en Super1600. Son début de saison est prometteur, et il s'impose lors de la troisième manche du championnat en Norvège, qui reste à ce jour son unique victoire en World RX. Apres trois autres podium et des points marqués dans chaque épreuve, il termine le championnat à la troisième place derrière Petter Solberg et Toomas Heikkinen.
Toujours avec Olsbergs MSE, 2015 est une année plus compliquée pour Nitišs. Il termine le championnat à la septième place.
En 2016, Nitišs décide de s'engager avec l'équipe Münnich Motorsport au volant d'une nouvelle Seat Ibiza Supercar. Les problèmes de fiabilité du début de saison ne lui permettent de se qualifier que pour deux demi-finales. Nitišs décide alors de quitter Münnich Motorsport après la manche française pour retourner chez Olsbergs MSE.
Il signe en 2017 avec l'équipe championne du monde en titre EKS RX. Il annonce début 2018 qu'il ne prolongera pas avec EKS , et retourne en championnat d'Europe de rallycross. Il est sacré champion lors de la dernière course dans son épreuve nationale de Lettonie.

## Résultats

### FIA North European Zone (NEZ) Rallycross Championship

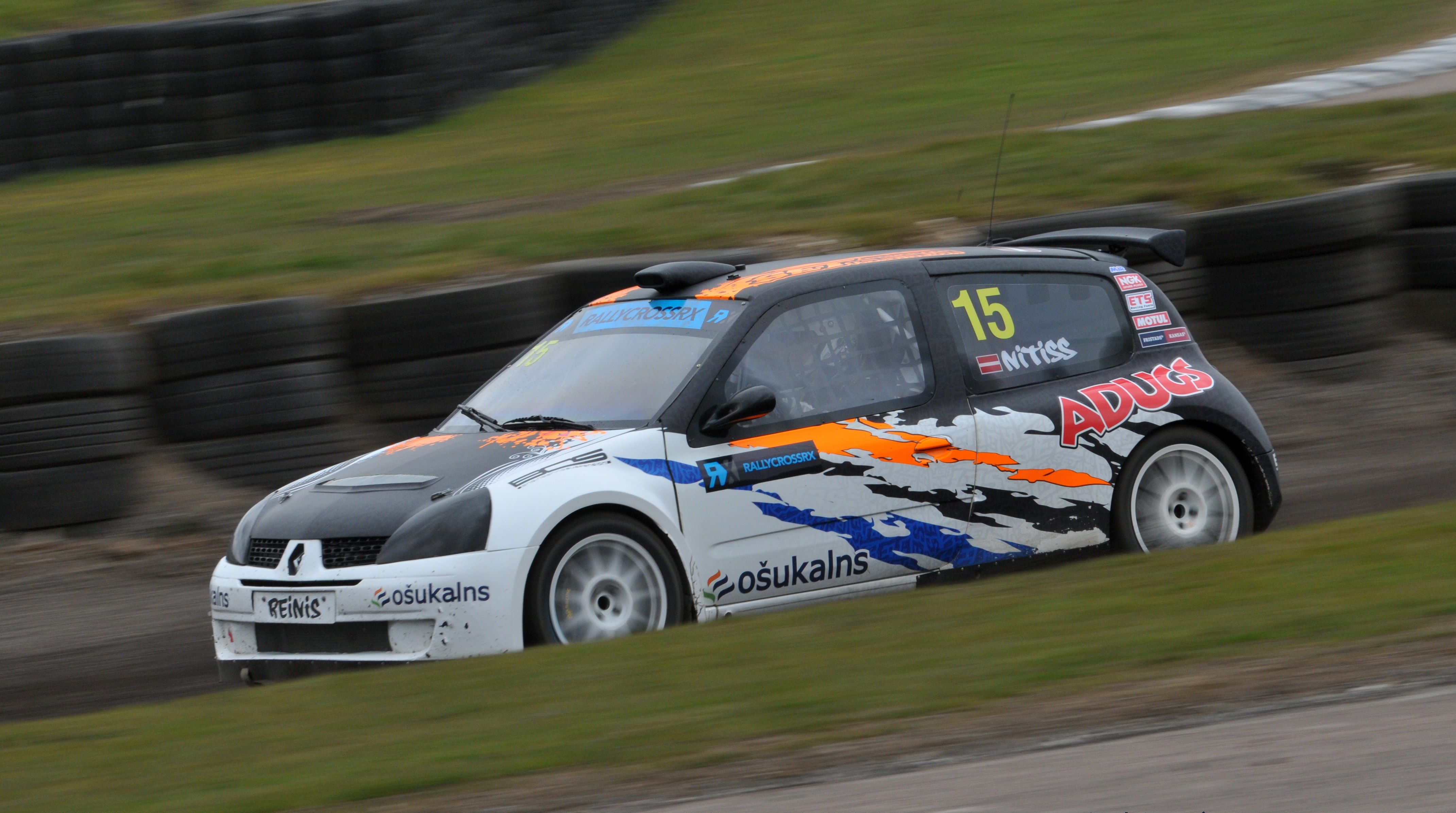
Nitišs en 2013 au volant de la Clio Super1600

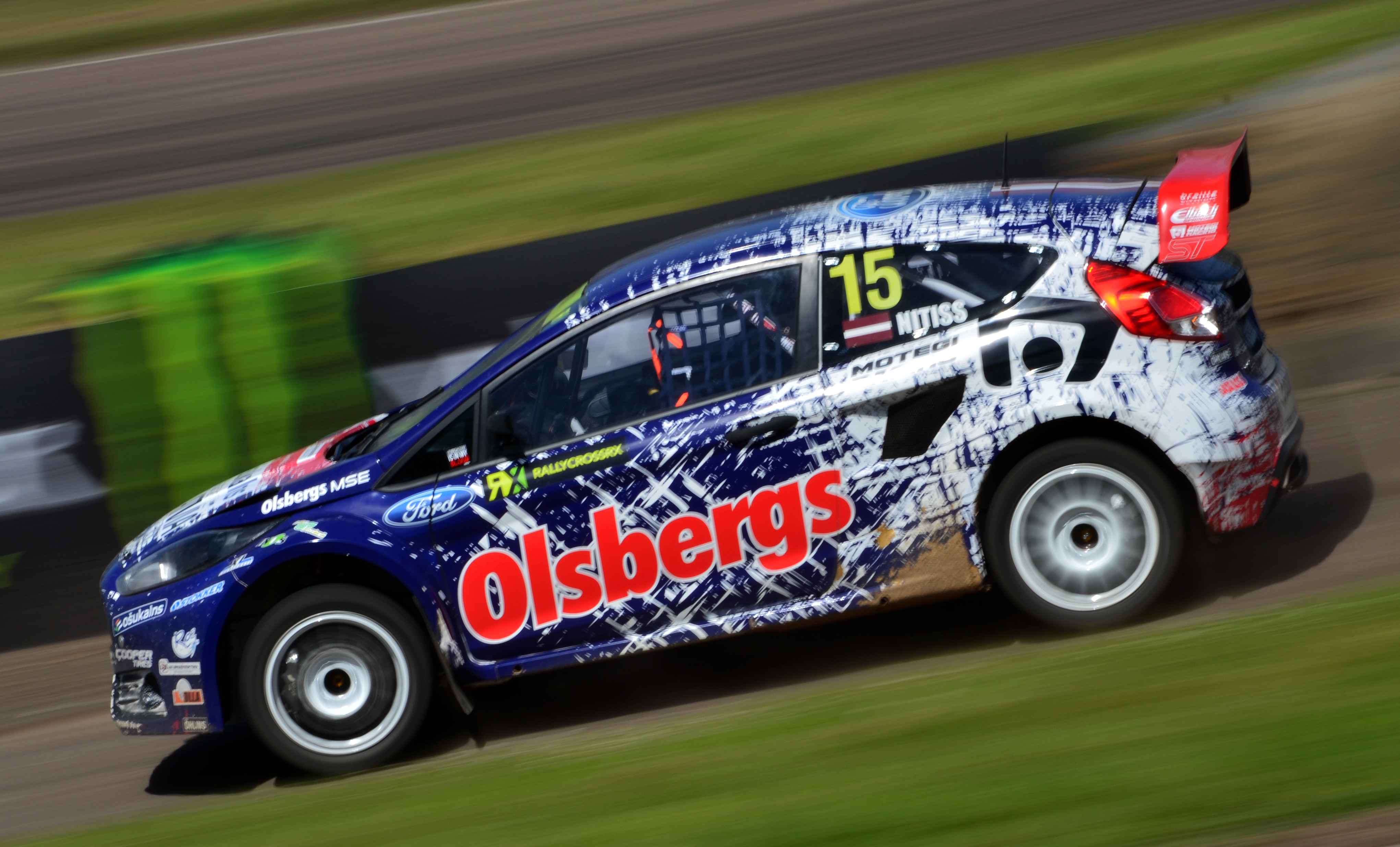
Nitišs en 2014 et sa Ford Fiesta ST Supercar

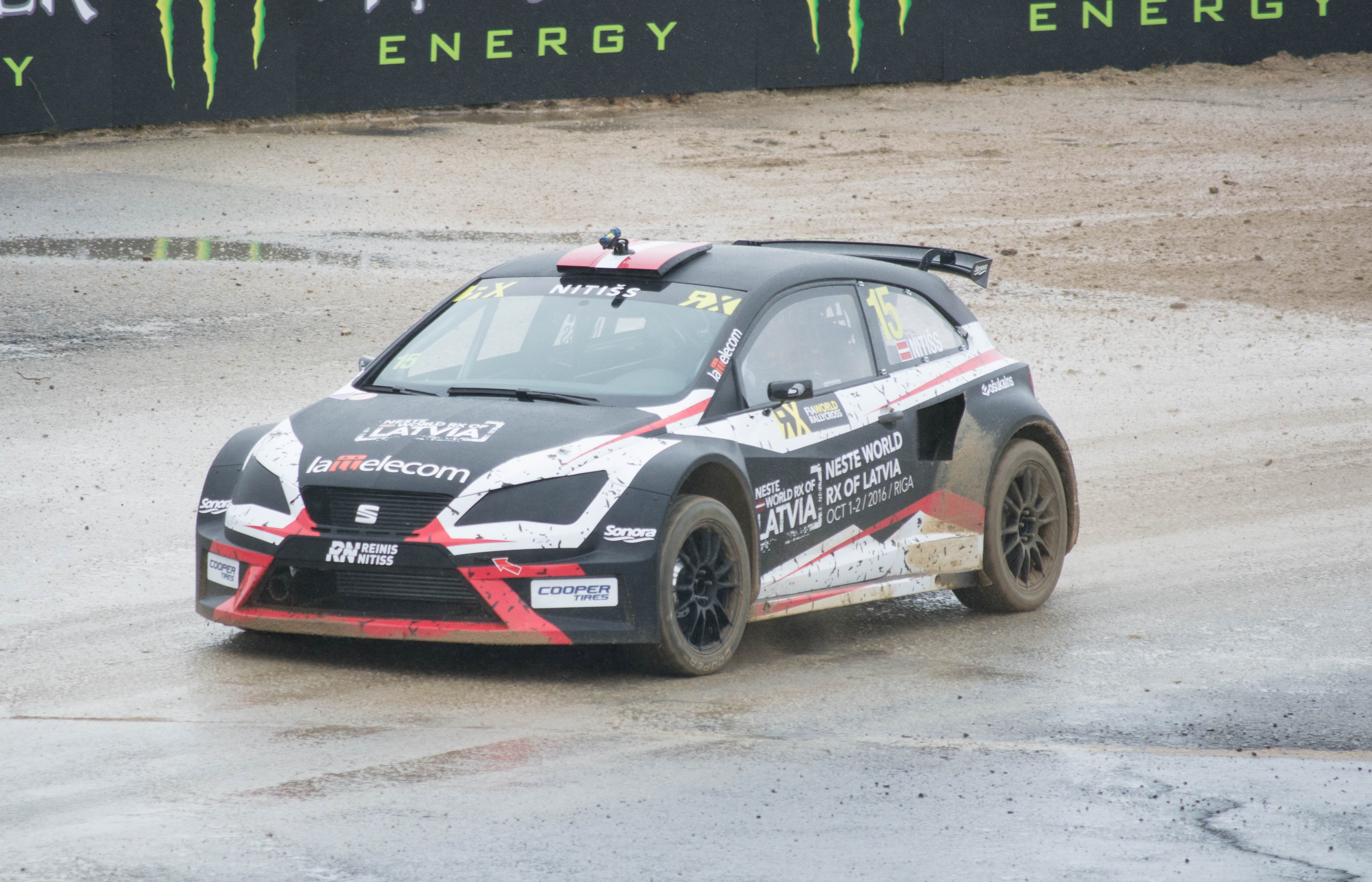
La Seat Ibiza du Münnich Motorsport début 2016

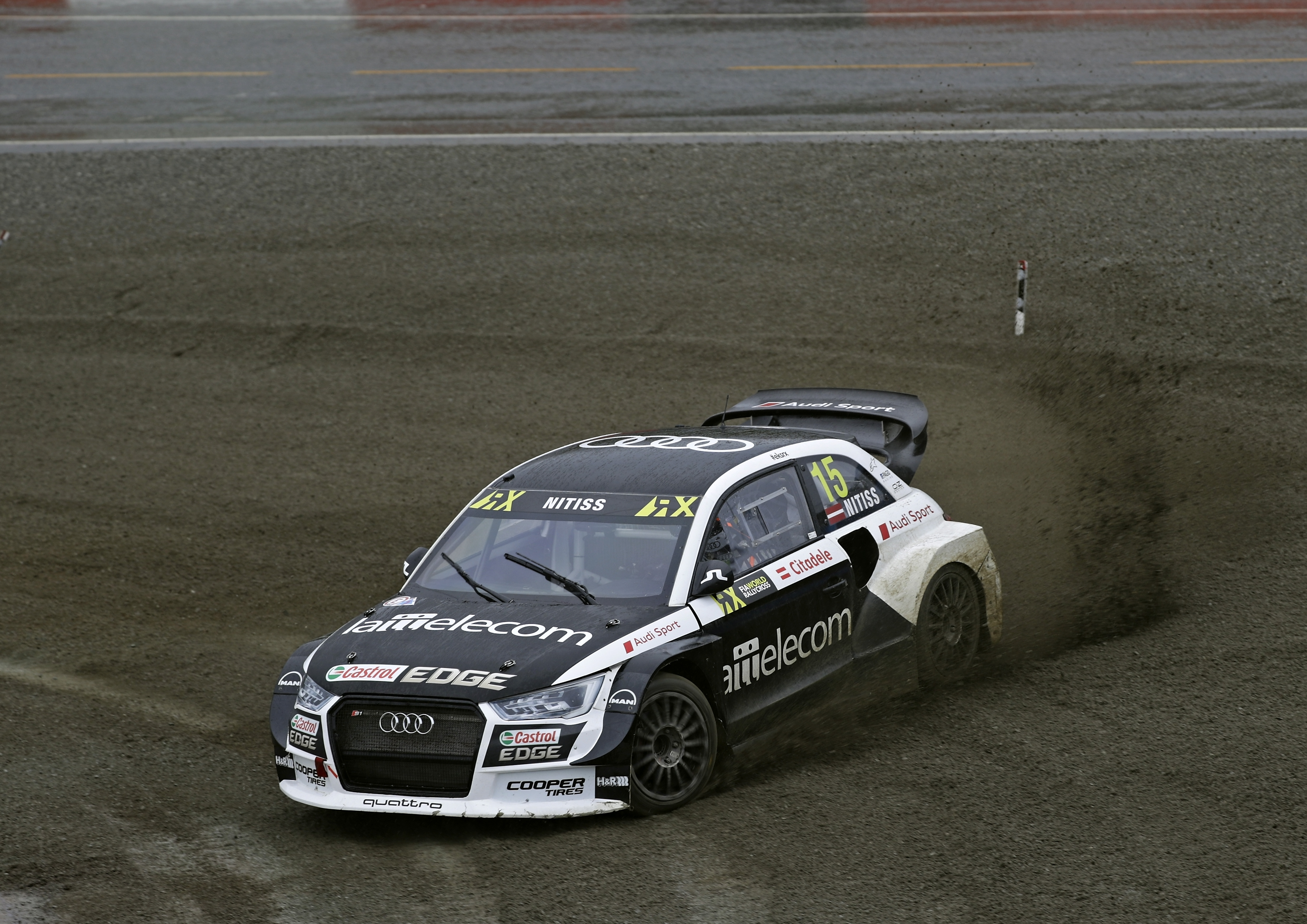
Nitišs en 2017 et son Audi S1 EKS RX

#### NEZ-1600[6]
| Année | Equipe     | Voiture     | 1     | 2     | 3      | 4      | Position | Points |
| ----- | ---------- | ----------- | ----- | ----- | ------ | ------ | -------- | ------ |
| 2012  | SKN Sports | Peugeot 206 | DEN 2 | NOR 1 | LTU1 1 | LTU2 4 | 1st      | 70     |

### Championnat d'Europe de rallycross

#### Super1600
| Année | Equipe        | Voiture      | 1     | 2     | 3     | 4     | 5     | 6      | 7      | 8      | 9      | 10     | ERX  | Points |
| ----- | ------------- | ------------ | ----- | ----- | ----- | ----- | ----- | ------ | ------ | ------ | ------ | ------ | ---- | ------ |
| 2012  | SKN Sports    | Peugeot 206  | GBR   | FRA   | AUT   | HON   | NOR   | SUE 16 | BEL 16 | NED 14 | FIN 12 | ALL 15 | 23rd | 11     |
| 2013  | SET Promotion | Renault Clio | GBR 6 | POR 4 | HON 1 | FIN 1 | NOR 1 | SUE 2  | FRA 1  | AUT 1  | ALL 1  |        | 1st  | 227    |

### Championnat du monde de rallycross

#### Supercar
| Année | Equipe                          | Voiture        | 1      | 2      | 3      | 4      | 5      | 6      | 7      | 8      | 9      | 10     | 11     | 12     | 13     | WRX   | Points |
| ----- | ------------------------------- | -------------- | ------ | ------ | ------ | ------ | ------ | ------ | ------ | ------ | ------ | ------ | ------ | ------ | ------ | ----- | ------ |
| 2014  | Olsbergs MSE                    | Ford Fiesta ST | POR 3  | GBR 7  | NOR 1  | FIN 3  | SUE 4  | BEL 12 | CAN 4  | FRA 2  | ALL 16 | ITA 11 | TUR 7  | ARG 2  |        | 3rd   | 210    |
| 2015  | Olsbergs MSE                    | Ford Fiesta ST | POR 11 | HOC 2  | BEL 3  | GBR 5  | ALL 7  | SUE 5  | CAN 9  | NOR 7  | FRA 16 | BAR 9  | TUR 7  | ITA 9  | ARG 14 | 7th   | 167    |
| 2016  | All-Inkl.com Münnich Motorsport | SEAT Ibiza     | POR 15 | HOC 13 | BEL 12 | GBR 21 | NOR 12 | SUE 18 | CAN 13 | FRA 5  |        |        |        |        |        | 15th* | 32*    |
| 2016  | Olsbergs MSE                    | Ford Fiesta ST |        |        |        |        |        |        |        |        | BAR 13 | LET 11 | ALL    | ARG    |        | 15th* | 32*    |
| 2017  | EKS RX                          | Audi S1        | BAR 10 | POR 5  | HOC 12 | BEL 13 | GBR 16 | NOR 10 | SUE 18 | CAN 16 | FRA 12 | LET 11 | ALL 12 | AFS 18 |        | 14th  | 71     |

### Global Rallycross Championship

#### GRC Lites
| Année | Equipe       | Voiture           | 1   | 2    | 3    | 4   | 5   | 6     | 7     | 8   | 9  | GRC  | Points |
| ----- | ------------ | ----------------- | --- | ---- | ---- | --- | --- | ----- | ----- | --- | -- | ---- | ------ |
| 2013  | Olsbergs MSE | Lites Ford Fiesta | BRA | MUN1 | MUN2 | LOU | BRI | IRW 5 | ATL 6 | CHA | LV | 10th | 23     |

## Records
- Plus jeune vainqueur en World RX en catégorie supercar, à 18 ans et 6 mois.
- Premier vainqueur non scandinave en World RX.
- Premier vainqueur originaire d'une pays Baltique en World RX
- Un des sept pilotes ayant participé à l'intégralité du World RX en 2017 depuis sa création en 2014.